# 1106
Високе Середньовіччя •  Золота доба ісламу •  Реконкіста •  Хрестові походи •  Київська Русь

## Геополітична ситуація
Візантію очолює Олексій I Комнін (до 1118). Генріх V став королем Німеччини (до 1125). Філіп I є королем Франції (до 1108).
Апеннінський півострів розділений: північ належить Священній Римській імперії, середню частину займає Папська область, південна частина півострова окупована норманами. Деякі міста півночі: Венеція, Піза, Генуя, мають статус міст-республік.
Південь Піренейського півострова захопили Альморавіди. Північну частину півострова займають християнські Кастилія, Леон (Астурія, Галісія), Наварра та Арагон, Барселона. Королем Англії є Генріх I Боклерк (до 1135), королем Данії Нільс I (до 1134).
У Київській Русі княжить Святополк Ізяславич (до 1113 року), У Польщі князі Збігнєв та Болеслав розпочали боротьбу за верховну владу. На чолі королівства Угорщина стоїть Коломан I (до 1116 року).
На Близькому сході існують держави хрестоносців: Єрусалимське королівство, Антіохійське князівство, Едеське графство. Сельджуки окупували Персію та Малу Азію, в Єгипті владу утримують Фатіміди, у Магрибі панують Альморавіди, у Середній Азії правлять Караханіди, Газневіди втримують частину Індії. У Китаї продовжується правління династії Сун. На півдні Індії домінує Чола. У Японії триває період Хейан.

## Події

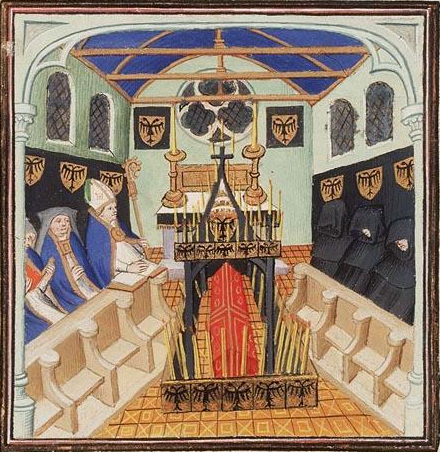
Похорони Генріха IV

- Князі Київської Русі здійснили успішний похід проти половців.
- Розпочалося будівництво Троїцької надбрамної церкви в Києві.
- 2 лютого на небі з'явилася Велика комета 1106 року, яка спостерігалася по всьому світу до середини березня.
- Данило Мних розпочав паломництво до Святої землі.
- У Німеччині 6 січня відбулася коронація Генріха V. Його батькові, Генріху IV вдалося звільнитися з ув'язнення. Батько переміг сина в бою, і Генріху V довелося втікати в Льєж. Однак, незабаром Генріх IV помер.
- 28 вересня в битві біля Теншебре (Франція) король Англії Генріх розбив армію свого брата Роберта і возз'єднав Англію і Нормандію.
- У Польщі розпочалася міжусобиця між братами Болеславом та Збігнєвом.
- В Ісландії Йоун Екмюнссон заснував дієцизію Гоулар-і-Г'яльтадаль.
- Альморавідів очолив Алі ібн Юсуф.
- У Китаї до влади прийшла партія консерваторів.